# Иламанов, Амманазар
Аманназар Иламанов (туркм. Amannazar Ilamanow) (1943—2012) — туркменский государственный деятель.

## Биография
Родился в 1943 году в с. Пешан-Али колхоза им. Ленина Марыйского района Марыйской области.
Образование высшее. В 1971 г. окончил Туркменский политехнический институт.
Трудовую деятельность начал в 1962 г. помощником машиниста тепловоза локомотивного депо в городе Ашхабад. Далее работал главным механиком ПМК треста «Мургабсельстрой», управляющим трестом «Каракумгидрострой». Позднее был назначен на должность Председателя Госкомитета Туркменистана по строительству водохозяйственных и промышленно-гражданских объектов АПК.
1992—14.03.1996 — министр мелиорации и водного хозяйства Туркменистана.
02.02.1996-16.07.1997 — заместитель Председателя Кабинета министров Туркменистана.
14.03.1996-16.07.1997 — хяким Марыйского велаята.
16.07.1997 уволен за серьезные недостатки, допущенные в работе.
16.07.1997-17.10.1997 — хяким Сакарчягинского этрапа Марыйского велаята.
17.10.1997 уволен за серьезные недостатки, допущенные в работе.

## Подробности биографии
А. Иламанов — один из пяти министров постсоветских государств Центральной Азии, подписавших «Соглашение о сотрудничестве в сфере совместного управления использования и охраны водных ресурсов межгосударственных источников», в результате чего был создан единый орган — Межгосударственная координационная водохозяйственная комиссия (МКВК).
На встрече глав Казахстана, Киргизии, Таджикистана, Туркменистана и Узбекистана в Кзыл-Орде 26 марта 1993 года А. Иламанов был назначен первым Председателем Межгосударственного Совета по проблемам Аральского бассейна.
После увольнения в 1997 году был помещен под домашний арест. Дальнейшая судьба неизвестна.
Скончался в начале 2012 года, сведений о точной дате смерти нет.